# Isneauville

Isneauville este o comună în departamentul Seine-Maritime, Franța. În 1 ianuarie 2022 avea o populație de 3.713 de locuitori.